# Го Синчжунь
Го Синчжунь (кит. 郭婞淳, пиньинь Guō Xìngzhǔn, родилась 26 ноября 1993 в Илане) — тяжелоатлетка из Китайской Республики, амис по национальности, рекордсменка мира в толчке. Олимпийская чемпионка на играх в Токио. Четырёхкратная чемпионка мира.

## Биография
Го родилась 26 ноября 1993 года. Начала заниматься тяжёлой атлетикой в подростковом возрасте. Является студенткой Национальной академии спорта.

## Карьера
Карьера спортсменки началась в 2010 году на первых юношеских Олимпийских играх в Сингапуре, где завоевала серебряную медаль.
В июне 2011 года Го победила на чемпионате мира среди юниоров (до 20 лет).
В 2012 году в Пхёнтхэке она стала серебряным призёром чемпионата Азии. В дальнейшем все выигранные медали этого турнира для спортсменки оказывались золотыми — в 2013, 2016 и 2017.
Го дважды побеждала на Универсиадах — в 2013 году в Казани и в 2017 году в Тайбэе. Причём во время второй победы она установила мировой рекорд в толчке, опередив на 28 килограмм тайскую тяжелоатлетку, Суканию Срисурат.
Победа и мировой рекорд на Универсиаде в Казани были отмечены руководством страны и в сентябре 2017 года Го Синчжунь была награждена президентом Цай Инвэнь орденом Бриллиантовой звезды.
В Рио-де-Жанейро на Олимпиаде спортсменка завоевала бронзовую медаль, уступив Сукании Срисурат и Пимсири Сирикаев (обе из Таиланда).
В начале ноября 2018 года на чемпионате мира в Ашхабаде, тайваньская спортсменка, в весовой категории до 59 кг, завоевала абсолютную золотую медаль, взяв общий вес 237 кг. При этом в упражнении рывок она завоевала малую золотую медаль, а в упражнении толчок — серебряную.
На предолимпийском чемпионате мира 2019 года, который проходил в Таиланде, китайская спортсменка завоевала золотую медаль в весовой категории до 59 кг. Общий вес на штанге 246 кг — это новый мировой рекорд. В упражнении рывок она стала второй завоевав малую серебряную медаль (106 кг), в толкании завоевала малую золотую медаль и установила новый мировой рекорд в этом упражнении (140 кг).
На летних Олимпийских играх в 2020 года в Токио, спортсменка из Тайваня установив три олимпийских рекорда (рывок — 103 кг, толчок — 133 кг, сумма — 236 кг) стала Олимпийской чемпионкой.
В декабре 2021 года приняла участие в чемпионате мира, который состоялся в Ташкенте. В весовой категории до 59 килограммов, тайваньская спортсменка по сумме двух упражнений с весом 230 кг завоевала чемпионский титул — четвёртый в карьере. В упражнении толчок она завоевала малую золотую медаль (130 кг), а в упражнении рывок малую серебряную (100 кг).
На чемпионате мира 2022 года в Боготе, в Колумбии в категории до 59 кг она стала второй по сумме двух упражнений с результатом 232 кг и завоевала малую серебряную медаль в упражнении «толчок» (130 кг).
В Саудовской Аравии, где состоялся Чемпионат мира по тяжёлой атлетике 2023 года, тайваньская спортсменка в категории до 59 кг, выступая в финале В, завоевала малую серебряную медаль чемпионата мира в толчке с результатом 130 кг. По итогам двух упражнений она заняла четвёртое место.
На летних Олимпийских играх 2024 года она выступала в весовой категории до 59 кг среди женщин и завоевала бронзовую медаль. Подняла вес 235 килограммов по сумме двух упражнений.